# مارتین کوتر
مارتین کوتر (به آلمانی: Martín Kutscher) (زادهٔ ۹ دسامبر ۱۹۸۴) شناگر اهل اروگوئه است.